# دانيال مونيوث
دانيال مونيوث (بالإسبانية: Daniel Muñoz)‏ هو مغني وممثل تشيلي، ولد في 11 فبراير 1966 في تشيلي.

## وصلات خارجية
- دانيال مونيوث على موقع IMDb (الإنجليزية)
- دانيال مونيوث على موقع قاعدة بيانات الفيلم (الإنجليزية)